# Discodeles guppyi
Discodeles guppyi är en groddjursart som först beskrevs av George Albert Boulenger 1884.  Discodeles guppyi ingår i släktet Discodeles och familjen Ceratobatrachidae. IUCN kategoriserar arten globalt som livskraftig. Inga underarter finns listade i Catalogue of Life.